# Col de la Croix (Waadt)
Der Col de la Croix ist ein Pass im Schweizer Kanton Waadt. Er befindet sich in den Berner Alpen zwischen den Orten Bex und Les Diablerets und trennt die Untersektionen der Waadtländer Voralpen im Nordwesten und der Waadtländer Alpen im Südosten. Der Strassenscheitel (mit Bushaltestelle, Parkplatz und Imbiss) liegt auf 1776 m ü. M.. Der Sattelpunkt (mit Wanderwegverzweigung) befindet sich 300 Meter südsüdöstlich auf 1733 m ü. M.
Nahe der Passhöhe liegen auf beiden Strassenseiten die durch Erosion spitz geformten Gipspyramiden (Pyramides de Gypse).
Im Winter, wenn die Passstrasse für den Verkehr gesperrt ist, wird die Strecke als Schlittelbahn benutzt.
Am 5. März 1798 haben hier die Saaner die französischen Truppen Napoleons zurückgeschlagen.

## Sport
Obwohl der Col de la Croix in der Schweiz liegt, wurde er bereits von der Tour de France überquert. Im Jahr 1997 passierte das größte Radrennen der Welt den Pass auf der 16. Etappe, die von Morzine nach Fribourg führte. Der Kolumbianer José Jaime González überquerte damals als erster Fahrer die Passhöhe, auf der eine Bergwertung der 1. Kategorie abgenommen wurde.
Im Jahr 2022 kehrte die Tour de France auf der 9. Etappe auf den Col de la Croix zurück. Diesmal wird jedoch die kürzere Nordseite von Les Diablerets befahren. Dennoch war der Pass erneut mit der Bergwertung der 1. Kategorie kategorisiert.
| Jahr | Etappe     | Bergwertung  | Fahrer              |
| ---- | ---------- | ------------ | ------------------- |
| 1997 | 16. Etappe | 1. Kategorie | José Jaime González |
| 2022 | 9. Etappe  | 1. Kategorie | Simon Geschke       |